# Pepperell (Massachusetts)
Pepperell es un pueblo ubicado en el condado de Middlesex en el estado estadounidense de Massachusetts. En el Censo de 2010 tenía una población de 11.497 habitantes y una densidad poblacional de 191,36 personas por km².

## Geografía
Pepperell se encuentra ubicado en las coordenadas 42°40′14″N 71°36′10″O / 42.67056, -71.60278. Según la Oficina del Censo de los Estados Unidos, Pepperell tiene una superficie total de 60.08 km², de la cual 58.53 km² corresponden a tierra firme y (2.57%) 1.55 km² es agua.

## Demografía
Según el censo de 2010, había 11.497 personas residiendo en Pepperell. La densidad de población era de 191,36 hab./km². De los 11.497 habitantes, Pepperell estaba compuesto por el 96.39% blancos, el 0.52% eran afroamericanos, el 0.17% eran amerindios, el 1.17% eran asiáticos, el 0.02% eran isleños del Pacífico, el 0.36% eran de otras razas y el 1.37% pertenecían a dos o más razas. Del total de la población el 1.69% eran hispanos o latinos de cualquier raza.